# Ostforschung
Ostforschung (česky bádání o Východě, polsky Badania wschodnie) bylo označení pro vědecký výzkum o německém osídlení ve střední a východní Evropě. Výzkumnými tématy byly dějiny, jazyk, migrace, právo, náboženství a geografie. Od 90. let 20. století je koncept Ostforschung opouštěn. V současnosti je předmětem kritického zkoumání historiků. 

## Historie
Ostforschung vznikl v 18. století jako věda o německém osídlení Východu. Největšího rozkvětu dosáhl v meziválečné době a v době nacismu, kdy měla tato věda podporovat a dokazovat nadřazenost Němců. Po roce 1945 se výzkumu bývalého německého osídlení věnovala řada historiků a jiných vědců, vysídlených z Polska, Československa a dalších středoevropských zemí, do Západního Německa. Centrem výzkumu se stal především Herderův institut. Kromě tradičních témat bylo zkoumáno i samotné vysídlení Němců. S nastupující generací německých historiků byl od 60. let. 20. stol. Ostforschung kritizován pro svůj jednostranně nacionální přístup.  V 90. let byla celá koncepce Ostforschung opuštěna a celé bádání bylo podrobeno historickému výzkumu.